# Trichosetodes falcatus
Trichosetodes falcatus är en nattsländeart som beskrevs av Yang och Morse 2000. Trichosetodes falcatus ingår i släktet Trichosetodes och familjen långhornssländor. Inga underarter finns listade i Catalogue of Life.